# کنفرانس جهانی حقوق بشر
کنفرانس جهانی حقوق بشر (انگلیسی: World Conference on Human Rights) اولین کنفرانس جهانی حقوق بشر بود که از ۱۴ تا ۲۵ ژوئن ۱۹۹۳ توسط سازمان ملل متحد در وین، اتریش برگزار شد. این اولین کنفرانس جهانی حقوق بشر بود که از زمان پایان جنگ سرد برگزار می‌شد. نتیجه اصلی این کنفرانس که مصوب ۱۹۹۳ بود به اعلامیه حقوق بشر و برنامه عمل وین موسوم است.

## تاریخچه
اگرچه سازمان ملل مدتها در زمینه حقوق بشر فعالیت داشت، اما کنفرانس وین دومین کنفرانس جهانی بود که منحصراً متمرکز بود روی موضوع حقوق بشر و اولین کنفرانس بین‌المللی حقوق بشر به مناسبت بیستمین سالگرد اعلامیه جهانی حقوق بشر بود. طی ماه آوریل و مه ۱۹۶۸ در تهران، ایران برگزار شد.
کنفرانس وین در حالی برگزار شد که کنفرانس‌های جهانی با استقبال گسترده مردمی روبرو شدند، کنفرانس محیط زیست و توسعه سازمان ملل در ژوئن ۱۹۹۲ در ریو دو ژانیرو، برزیل برگزار شد و کنفرانس بین‌المللی جمعیت و توسعه در قاهره، مصر برگزار گردید. متعاقباً در سپتامبر ۱۹۹۴ کنفرانس‌های دیگری برگزار شد، از جمله اجلاس جهانی توسعه اجتماعی در مارس ۱۹۹۵ در کپنهاگ، دانمارک و چهارمین کنفرانس جهانی زنان در سپتامبر ۱۹۹۵ در پکن، چین برگزار شد. برگزاری چنین کنفرانس‌هایی راهی برای مشارکت جهانی، مشاوره، و سیاست گذاری گشود که به عنوان یک روش قابل توجه و تأثیرگذار در جامعه بین‌المللی ارزیابی شد.
مفهوم برگزاری کنفرانس جهانی حقوق بشر برای اولین بار در سال ۱۹۸۹ مطرح شد. پایان جنگ سرد این امید را ایجاد کرد که بن‌بست طولانی مدت و تحریف رفتارهای سازمان ملل به دلیل رویارویی دو ابرقدرت که جهان را دوقطبی کرده بود متوقف کرد.
در آستانه برگزاری کنفرانس ۱۹۹۳، بسیاری از خوش‌بینی‌های دوران ۱۹۸۹ از بین رفت. کنفرانسهای مقدماتی همانند تعدادی از جلسات منطقه‌ای و ماهواره‌ای از ۱۹۹۱ در ژنو، سوئیس برگزار شد. این تلاشها منجر به این شد تا ایده‌های جدیدی که کشورها می‌توانستند بر سر آن به توافق برسند ایجاد شود و اختلافات پیرامون نقش حاکمیت دولت برطرف شده و با ایجاد سازمان‌های غیردولتی (NGO) و اینکه راه حلی پیدا کنند تا از طریق ابزارهای جدید یا تقویت شده حقوق بشر سازمان ملل به صورت بی‌طرفانه‌ای عمل کند. سرانجام مجمع عمومی سازمان ملل متحد مجبور شد در مورد دستور کار کنفرانس در سال ۱۹۹۲ تصمیم بگیرد. پیر زانی، دبیرکل عفو بین‌الملل، نگران این موضوع بود که این کنفرانس گامی رو به عقب برای حقوق بشر باشد. او در این خصوص گفت: «تعجب آور نیست که دولتها بیش از حد اشتیاق نشان ندهند. بالاخره آنها کسانی هستند که حقوق بشر را نقض می‌کنند.»

## کنفرانس
کنفرانس جهانی حقوق بشر با حضور نمایندگان ۱۷۱ کشور و ۸۰۰ سازمان غیردولتی و در کل باحضور ۷۰۰۰ شرکت کننده برگزار شد. این استقبال ار گردهمایی آن را به بزرگ‌ترین گردهمایی حقوق بشر تبدیل کرد. این برنامه توسط جان پیس، متخصص حقوق بشر، سازماندهی شد.
پیش از کنفرانس بحث‌های زیادی در مورد آنچه در طول آن می‌توان گفت و چه چیزی گفتنی نبود وجود داشت. در قوانین تصویب شده به موارد نقض حقوق بشر در هیچ کشور یا مکان خاصی اشاره نشد، از جمله درگیری‌های جاری در آنزمان مانند بوسنی و هرزگوین، آنگولا و لیبریا یا افرادی که مورد انتقاد حقوق بشر در چین و کوبا قرار داشتند، در نتیجه، نقض حقوق بشر فقط به صورت انتزاعی مورد بحث قرار گرفت. این امر باعث شد تا نیویورک تایمز اعلام نماید این کنفرانس «در فضایی کاملاً عجیب و غریب و به دور از واقعیت قرار داشت». به ویژه این که جنگ در بوسنی در یک ساعتی پرواز از گردهمایی وین در حال انجام بود، به طرز چشمگیری بر این گواهی می‌داد دوره جدیدی در برگزاری این کنفرانس جهانی در پیش نیست.
علیرغم ابراز خوشحالی سازمانها و تظاهرکنندگان در سایت کنفرانس نسبت به سوء استفاده‌هایی که در سرتاسر جهان وجود دارد و به رغم نشان دادن عکسهای وحشیانه از نقض حقوق بشر اما خلاف آن اهداف خود را دنبال می‌کنند، آنچنانکه یکی از افراد نگران در جبهه پولیساریو و صحرای غربی اظهار داشت: «خیلی سخته که متوجه نقض‌ها شوید»
این کنفرانس علاوه براین نگاه وسیع‌تری به حقوق بشر داشت و طی آن تلاش شد تا حقوق زنان، حقوق بومیان، حقوق اقلیت‌ها و موارد دیگری که در چارچوب حقوق سیاسی و اقتصادی جهانی نقض می‌شود را برجسته کند. به ویژه در این کنفرانس با حضور قدرتمند زنان به حقوق زنان پرداخته شد.
از اشکالات کنفرانس این بود که ملتهای غربی به حقوق بشر و مفهوم جهانشمول آن اشاره می‌کردند حال آنکه نمایندگان ملت‌های دیگر می‌گفتند حقوق بشر تفسیر متفاوتی در فرهنگ‌های غیر غربی دارد و تلاشی که برای تحمیل یک تعریف جهانی از حقوق بشر صورت می‌گیرد به معنای دخالت در امور داخلی آن کشورها است. گروه دوم توسط چین، سوریه و ایران هدایت می‌شد و همچنین تعدادی از ملتهای آسیا مانند سنگاپور، مالزی، اندونزی و ویتنام نیز در آن حضور داشتند. در روز آغازین کنفرانس، وزیر خارجه ایالات متحده وارن کریستوفر به شدت علیه مفهوم تعریف جهانی صحبت کرد و گفت: «ما نمی‌توانیم بگذاریم نسبی گرایی فرهنگی به آخرین پناهگاه سرکوب تبدیل شود.»
جرالدینه فرارو، عضو سابق مجلس نمایندگان ایالات متحده و نامزد معاون ریاست جمهوری، به عنوان نماینده علی‌البدل ایالات متحده در این کنفرانس شرکت کرد و یکی از شرکت کنندگان بود که به جنبه‌های حقوق زنان علاقه زیادی داشت.
علیرغم فشارهای جمهوری خلق چین، دالایی لاما توانست در کنفرانس دربارهٔ مسئولیت‌های انسانی سخنرانی کند.

## مصوبات کنفرانس

### قسمت اول (مقدماتی)
- بند ۱ با توجه به اینکه ارتقاء و حمایت از حقوق بشر برای جامعه بین‌المللی دارای اولویت است و اینکه کنفرانس فرصت منحصر به فردی را برای یک بررسی و تحلیل همه‌جانبه از سیستم بین‌المللی حقوق بشر و تشکیلات حمایت از حقوق بشر جهت افزایش و ارتقاء بهتر رعایت این حقوق در یک رویه عادلانه و متعادل را فراهم می‌آورد.
- بند۲ با شناخت و تأیید اینکه همه موارد حقوق بشر از کرامت و ارزش ذاتی بشر سرچشمه می‌گیرد و اینکه بشر موضوع اصلی حقوق بشر و آزادی‌های اساسی است و در نتیجه بایستی در درجه اول وی از این حقوق و آزادیها بهره‌مند گردد و در جهت تحقق آنها شرکت فعال داشته باشد.
- بند ۳:

۱. تعهد خود به اهداف و اصول مندرج در منشور ملل متحد و اعلامیه جهانی حقوق بشر را مورد تأیید مجدد قرار می‌دهد.
۲. تعهد خود نسبت به ماده ۵۶ منشور سازمان ملل در انجام اقدام‌های جمعی و فردی جهت تحقق اهداف مندرج در ماده ۵۵ منشور از جمله احترام جهانی به حقوق بشر و آزادی‌های اساسی برای همه و رعایت آن با توجه به توسعه همکاری مؤثر بین‌المللی در این زمینه را مورد تأیید مجدد قرار می‌دهد.
۳. طبق منشور سازمان ملل بر مسئولیت همه کشورها در توسعه و ترغیب احترام به حقوق بشر و آزادی‌های اساسی برای همه و بدون تبعیض از نظر نژاد، جنس، زبان یا مذهب تأکید می‌کند.
- بند ۴ با یادآوری بخش مقدماتی منشور سازمان ملل به‌ویژه در قسمتی که به اعتقاد به حقوق اساسی بشر، کرامت و ارزش بشر و حقوق مساوی زنان و مردان و ملت‌های کوچک و بزرگ تأیید شده است.
- بند ۵ علاوه بر این با یادآوری بخش مقدماتی منشور سازمان ملل در مورد حفظ نسلهای بعدی از خطر جنگ، ایجاد شرایط لازم برای تأمین عدالت و احترام به تعهداتی که نسبت به معاهدات و سایر منابع حقوق بین‌الملل است، ارتقاء هر چه بیشتر پیشرفت اجتماعی و استانداردهای بهتر زندگی در یک محیط آزادتر، رعایت بردباری و حسن همجواری و استفاده از تشکیلات بین‌المللی برای ارتقاء پیشرفتهای اقتصادی و اجتماعی برای همه ملتها.
- بند ۶ با تأکید بر اعلامیه جهانی حقوق بشر که یک استاندارد مشترک از دست‌آورد همه مردم و ملتها است و منبع الهام می‌باشد و مبنایی برای سازمان ملل در پیشبرد استانداردهای مندرج در اسناد بین‌المللی موجود در زمینه حقوق بشر به‌ویژه میثاق بین‌المللی حقوق مدنی و سیاسی و میثاق بین‌المللی حقوق اقتصادی، اجتماعی و فرهنگی است.
- بند ۷ با توجه به تغییرات عمده‌ای که در صحنه بین‌المللی در حال وقوع است و با توجه به آمال همه ملت‌ها برای حصول به یک نظم بین‌المللی بر اساس اصول مندرج در منشور سازمان ملل از جمله ارتقاء و پیشبرد احترام به حقوق بشر و آزادی‌های اساسی برای همه و احترام به اصل حقوق مساوی و حق تعیین سرنوشت ملت‌ها به‌دست خودشان، صلح، دمکراسی، عدالت، تساوی، حاکمیت قانون، کثرت‌گرایی سیاسی (پلورالیسم)، توسعه، سطح بهتر زندگی و همبستگی.
- بند ۷ مکرر عمیقاً نسبت به اشکال مختلف تبعیض و خشونت که همچنان در سرتاسر دنیا علیه زنان اعمال می‌شود نگران است.
- بند ۸ با توجه به اینکه فعالیتهای سازمان در جهت تقویت تشکیلات سازمان ملل بایستی عقلائی شود و گسترش یابد و اهداف مربوط به رعایت و احترام جهانی به استانداردهای بین‌المللی حقوق بشر بیشتر تعقیب گردد.
- بند ۹ با توجه به اعلامیه‌های منطقه‌ای تونس، سان خوزه و بانکوک و کمک دولتها در این زمینه و با امعان نظر به پیشنهادهای سازمانهای بین‌الدولی و غیردولتی و نیز مطالعاتی که توسط کارشناسان مستقل در جریان پروسه تدارکاتی قبل از کنفرانس جهانی حقوق بشر صورت گرفت.
- بند ۱۰ با استقبال از سال بین‌المللی «مردم بومی دنیا در سال ۱۹۹۳» که تأیید مجددی بر تعهد جامعه بین‌المللی برای تضمین برخورداری مردم بومی از همه موارد حقوق بشر و آزادی‌های اساسی و احترام به ارزش و تنوع فرهنگها و هویت‌های آنها بود.
- بند ۱۱ با توجه به روح و واقعیت‌های زمان ما، از ملتهای دنیا و همه کشورهای عضو سازمان ملل می‌خواهد که به وظیفه جهانی ارتقاء و حمایت از کلیه موارد حقوق بشر و آزادی‌های اساسی متعهد باشند تا اینکه برخورداری کامل و جهانی این حقوق تأمین گردد.
- بند ۱۲ مصمم است به اقدامات جدیدی جهت حصول به پیشرفت اساسی در زمینه حقوق بشر از طریق افزایش همکاری و همبستگی بین‌المللی دست یازد.[۱۱]